# Eli Chaim Carlebach
Eli Chaim Carlebach (* 14. Januar 1925 in Berlin als Eliyahu Chaim Carlebach; gestorben 23. März 1990 in New York City) war ein deutsch-amerikanischer orthodoxer Rabbiner und Autor.

## Leben
Eli Chaim Carlebach wurde als Sohn von Hartwig Naphtali Carlebach und Paula (Pesse) Cohn geboren; sein Zwillingsbruder war the Singing Rabbi Shlomo Carlebach. Die Familiendynastie Carlebach stammte ursprünglich aus Deutschland und ist heute auf der ganzen Welt verbreitet. Am 1. Februar 1938 verlor sein Vater sein Amt als Oberrabbiner der Israelitischen Kultusgemeinde Baden bei Wien. Nach dem Anschluss Österreichs flüchtete die Familie am 14. Juli 1938 aus Baden, zunächst nach Litauen. 1939 kam Carlebach nach New York City, wo er seine Taldmudstudien an der Yeshiva Torah Vodaas in Brooklyn absolvierte und eine tiefe Verbindung zur chassidischen Lebensweise entwickelte.
Am 16. März 1949 feierte er die Hochzeit mit Hadassa Schneerson, an der viele angesehene Rabbiner teilnahmen; darunter auch Rabbi Eliezer Silver. Der Brautvater war mit Menachem Mendel Schneerson, dem 7. Rabbiner der Lubawitsch-Dynastie verwandt, der die ersten beiden Segnungen unter der Chuppa betete. 1967 übernahmen Eli und sein Bruder nach dem Tod ihres Vaters die geistliche Führung der Kongregation Kehilath Jacob und der Carlebach Shul, einer Synagoge in der Upper West Side von Manhattan. Um die Veröffentlichung chassidischer Publikationen zu fördern, gründete Carlebach die Stiftung Zecher Naftoli, die mehr als vierzig klassische Werke chassidischer Lehren veröffentlichte.
Eli Chaim Carlebach, der auch als Rabbiner im Hillside Jewish Center in New Jersey wirkte, starb im Alter von 65 an einem Herzinfarkt. Im Jahr 1993 veröffentlichte seine Tochter Sterna Citron eine Aufsatzsammlung über chassidische Rabbiner, worin auch Carlebach Eingang gefunden hat.